# Verbascum spodiotrichum
Verbascum spodiotrichum är en flenörtsväxtart som både först beskrevs och fick sitt nu gällande namn av Arthur Huber-Morath. Verbascum spodiotrichum ingår i släktet kungsljus, och familjen flenörtsväxter. Inga underarter finns listade i Catalogue of Life.

## Bilder

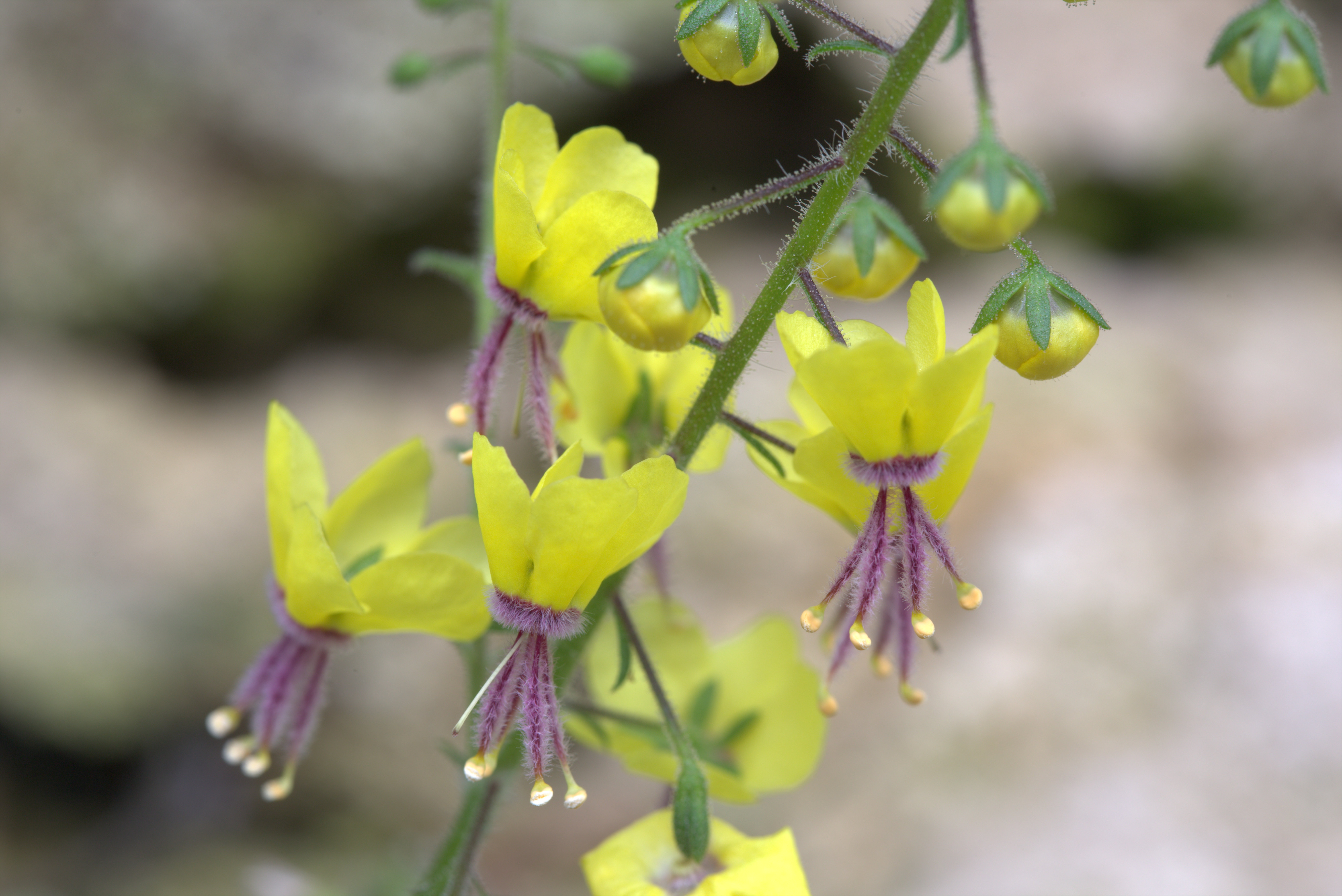